# Ediz Gürel
Ediz Gürel (FIDE-Schreibweise Ediz Gurel; * 5. Dezember 2008) ist ein türkischer Schachspieler. Seit 2024 trägt er den Titel Großmeister im Schach.

## Karriere
Ediz Gürel begann das Schachspiel im Alter von sieben Jahren in Bursa. Im April 2022 erhielt Ediz Gürel den Titel eines Internationalen Meisters im Schach. Bei den Jugendeuropameisterschaften der European Chess Union im November 2022 wurde er Zweiter der offenen U14-Sektion mit 7,5 Punkten aus 9 Spielen.
Die erste von drei Normen für den Großmeister-Titel erspielte Gürel im April 2022 beim Caissa Hotel Chess Tournament in Ayvalık. Bei der Schacheuropameisterschaften im März 2023 im serbischen Vrnjačka Banja belegte er mit 8 Punkten aus 11 Runden den 14. Rang. Die dritte Norm holte er im März 2024 durch das Prager Schachfestival, wo er die Challengers-Sektion mit 6,5 Punkten aus 9 Runden gewann. Da Gürel die Elo-Marke von 2500 bereits im Juni 2023 erreichte und seitdem weiter steigern konnte, wurde ihm im April 2024 der Titel eines Schachgroßmeisters durch die FIDE verliehen.
Im August 2024 durchbrach Gürel die 2600-Elo-Marke und wurde zugleich bestgewerteter Schachspieler der Türkei. Im September 2024 war Gürel erstmals bei der Schacholympiade vertreten und erhielt für seine individuelle Leistung an Brett 2 des türkischen Teams eine Bronzemedaille. Im Januar 2025 schaffte er es erstmals in die Top 10 der Junioren-Weltrangliste, im April schließlich auch in die Top 100 der allgemeinen FIDE-Weltrangliste.

## Verein
Ediz Gürel war in der Schachbundesliga-Saison 2024/25 für den SK Kirchweyhe tätig und absolvierte zwei Partien. In der zweiten Partie schlug er dabei den indischen Großmeister Erigaisi Arjun.